# 辺譲
辺 譲（へん じょう、生没年不詳）は、中国後漢末期の人物。兗州陳留郡浚儀県（河南省開封市）の出身。字は文礼。
若くして能弁博学で文才があった。その作による章華賦は、楚の霊王の遊蕩を淫麗に描写しながら、最後にはこれを改め正すという作風で、司馬相如の如くと評された。
何進はその才を聞いて招聘しようとしたが、辺譲が恐れて応じなかったため、軍事の徴召（皇帝による招聘）と偽って呼び寄せ、自分の令史とした。
任官すると、何進は礼を以って辺譲に対応した。辺譲は占射（器の中身を易で当てる術。射覆）や弁論に秀で、賓客で堂を一杯にしたため、それを羨まない者はなく、孔融や王朗もこれを偵察した。また、蔡邕は辺譲を深く尊敬し、より高い任に付けるよう何進に薦めた。このため何進は、辺譲を高才として抜擢昇進させた。また九江太守にもなったが、これは辺譲の能力にそぐわない職責だった。
初平年間、董卓の専横などで漢室が乱れると、官を去って郷里に帰った。後に曹操が兗州一帯を支配する事になるが、辺譲は自分の才気を恃んで曹操に屈せず、軽侮する言葉が多かった。建安年間、同郷人が辺譲のそのような態度を曹操に告発したため、曹操は郡に告げてこれを殺させた。
袁紹が曹操を破るために大動員を掛けた際の、陳琳の筆による檄文では「英才俊逸で天下に名の知られた辺譲が、曹操に対して直言を諂わなかったために晒し首となったことが、張邈・張超らの兗州の乱に繋がった」としている。但し、後漢書本伝による辺譲の死は建安年間（196年-220年）であり、興平元年（194年）の兗州の乱とは時期が合わない。